# Kamienica Polska
Kamienica Polska est une localité polonaise et siège de la gmina du même nom, située dans le powiat de Częstochowa en voïvodie de Silésie.